# Cristatogobius nonatoae
Cristatogobius nonatoae é uma espécie de peixe da família Gobiidae e da ordem Perciformes.

## Morfologia
- Os machos podem atingir 2,6 cm de comprimento total.[5][6]

## Habitat
É um peixe de clima tropical e demersal.

## Distribuição geográfica
É encontrado desde as Ilhas Ryukyu e Taiwan até Tailândia e Filipinas.

## Observações
É inofensivo para os humanos.